# Basílica de Santa María (Alicante)
La basílica de Santa María es un templo católico ubicado en la plaza de Santa María de Alicante (España).
En 1983, la iglesia fue declarada monumento histórico-artístico,
por lo que es  Bien de Interés Cultural con categoría de  Monumento.

## Historia
Es la iglesia más antigua de la ciudad. Se construyó en estilo gótico valenciano entre los siglos XIV y XVI en el solar de la Villavieja que ocupó la antigua mezquita mayor de la ciudad, edificada durante la dominación musulmana. En 1248 fue purificada por el rey Alfonso X el Sabio en su segunda estancia en Alicante y fue dedicada a santa María de la Asunción.
Sufrió diversas reformas, la más importante de ellas la realizada después del incendio de 1484.
Durante la guerra civil española, sufrió un asalto en el que fue mutilada una imagen de la Inmaculada del siglo XVIII y se destruyeron el órgano y la pila renacentista, realizándose a continuación una gran hoguera en la plaza adyacente con algunos de sus altares. Desde el año 1936 al 1939 fue utilizada como almacén militar.
En el año 2007, tras solicitud realizada por el Ayuntamiento de Alicante a la Santa Sede, el templo fue ascendido a la categoría de basílica. El 25 de marzo del mismo año fue proclamada como basílica de Alicante por el entonces obispo de la diócesis de Orihuela-Alicante, Rafael Palmero Ramos.

## Arquitectura

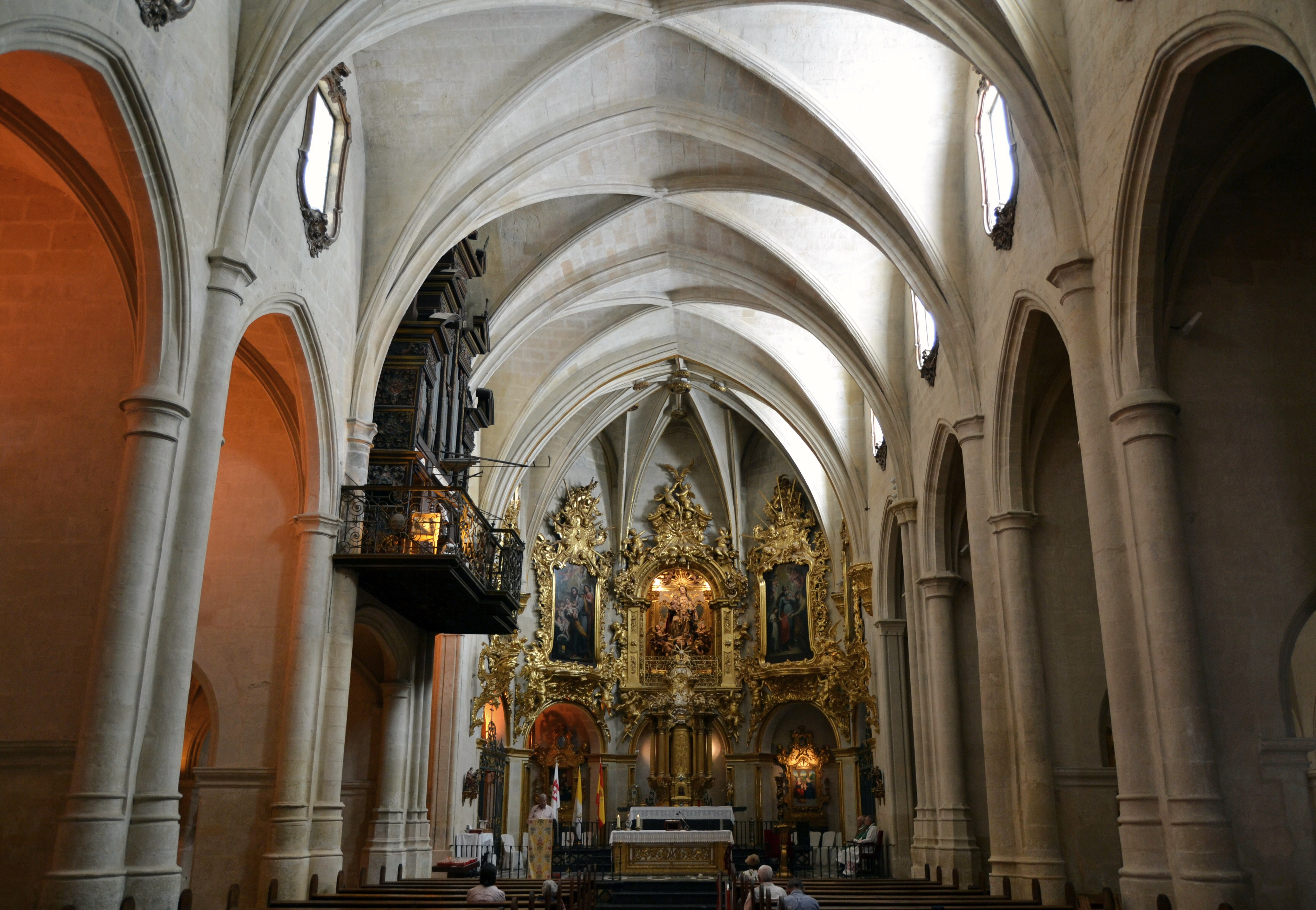
Interior

El templo presenta una nave única con capillas laterales entre contrafuertes, y una cabecera poligonal. Sus sobrias torres de la fachada, aunque aparentemente iguales, no lo son por cuanto la de la derecha posee una original forma de L y data del siglo XIV mientras la opuesta es rectangular y se levantó en 1713. La portada es una hermosa muestra del barroco, siendo el conjunto escultórico obra de Juan Bautista Borja.
Del interior destaca el altar mayor dorado rococó del siglo XVIII, el coro, en el más puro estilo gótico del siglo XV, la capilla de la Inmaculada, del siglo XVI, con una imagen de Esteve Bonet (siglo XVIII) el antecoro, poseedor de una portada barroca de piedra y la capilla del Bautismo cuya pila en mármol blanco de Carrara es un trabajo italiano del siglo XVI atribuido a la escuela de Miguel Ángel.
En cuanto a las muchas obras de arte que guarda en su interior, destacan dos piezas del siglo XV, una imagen gótica en piedra que representa santa María y la talla de los Santos Juanes realizada por Rodrigo de Osona. Posee también incunables del siglo XIII en adelante.

## Imagen de Santa María
En enero del año 1795, Nicolás Scorcia y Ladrón, tras recibir el condado de Soto Ameno por parte del rey Carlos IV, decide conmemorar esa fecha con la estampación de la Inmaculada Concepción existente en la puerta principal. Este templo alicantino era la parroquia sacramental de los Scorcia. El encargo de este grabado en seda lo realizó el oriolano Pedro Paredes, uno de los grabadores más importantes de mitad y finales del siglo XVIII, tras haber pintado el escudo de la Santa Faz de Alicante.
En este grabado aparece la Inmaculada enmarcada en una profusa rocalla rococó, muy propia del recurso estilístico vigente de la época de su ejecución (barroco tardío-rococó), el marco en la parte superior presenta una cartela con texto religioso en latín.
En la parte inferior del marco aparece el escudo nobiliario de los Scorcia y Ladrón, posteriormente condes de Soto Ameno, quien flanqueando en los laterales en lengua castellana dice lo siguiente “Se venera en la parroquial de Santa Maria de Alicante adoro Señor Don Nicolás Scorcia y Ladrón”, y rematando la parte inferior y como es habitual en el grabador oriolano deja constancia de su autoría “Paredes sculp” (Paredes grabó). En uno de los laterales se observa muy débilmente una de las torres de la basílica y barcos acercándose con vela latina.

## Galería de imágenes

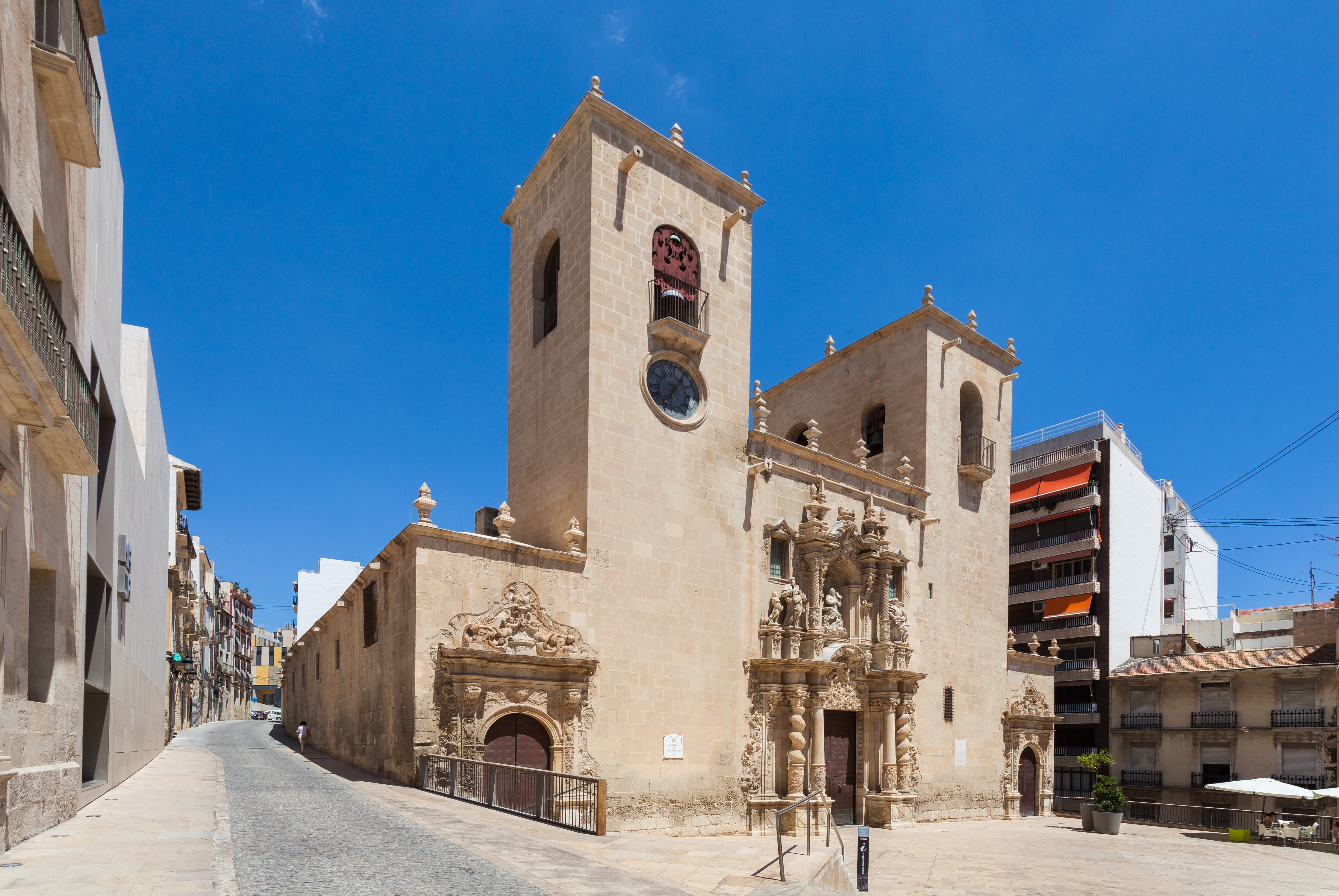
Plaza de la basílica
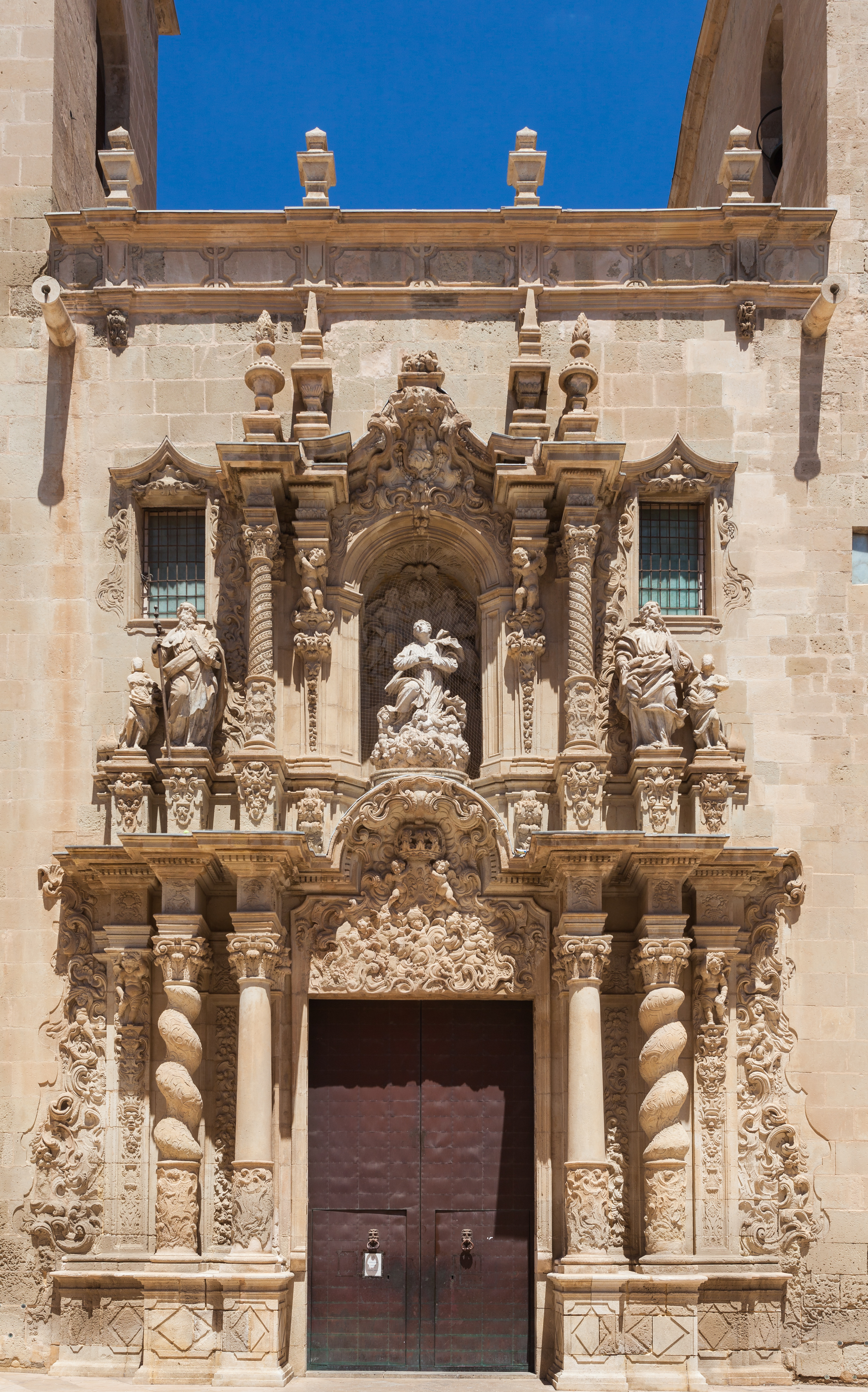
Detalle de la fachada principal
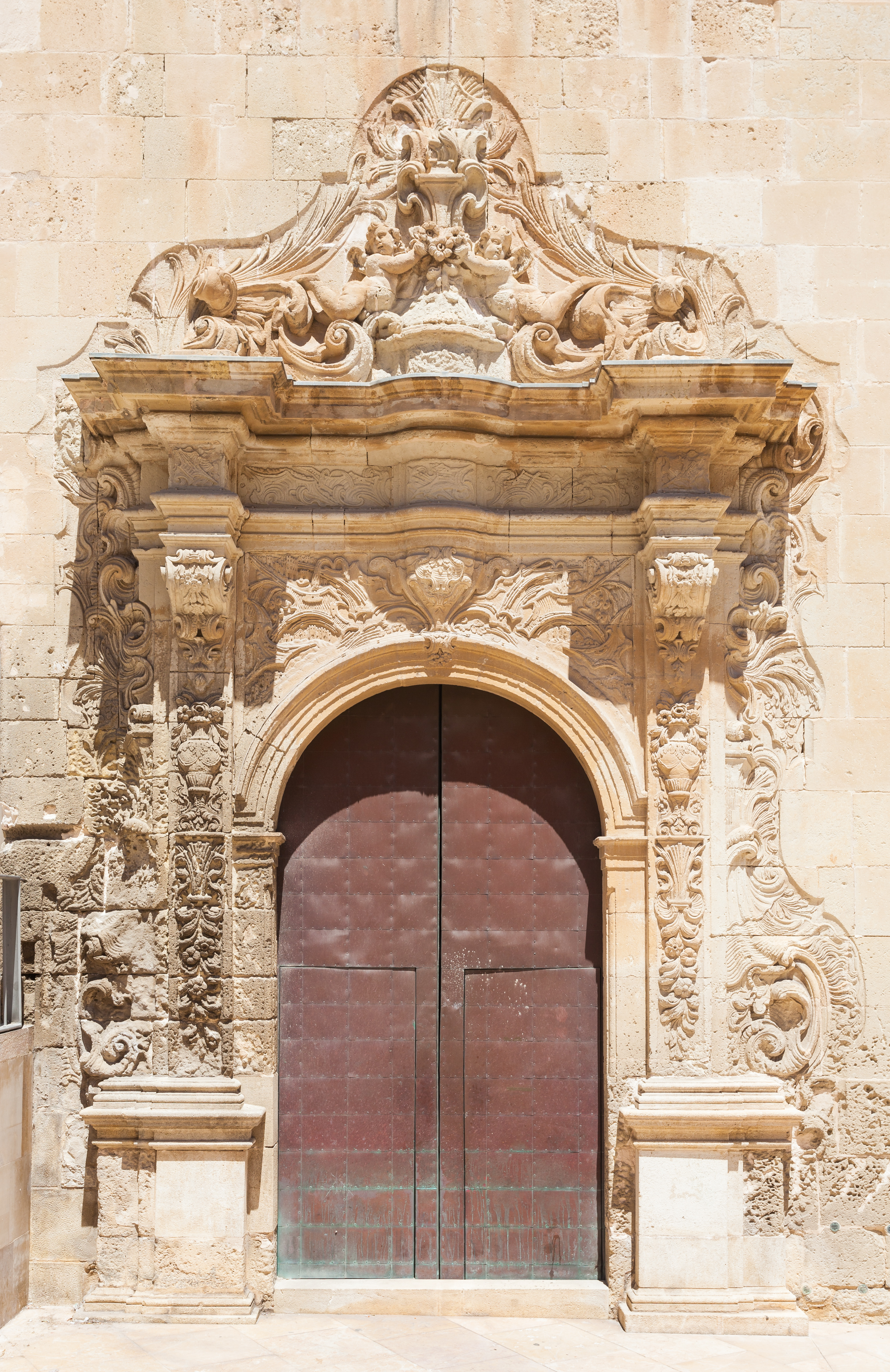
Portada
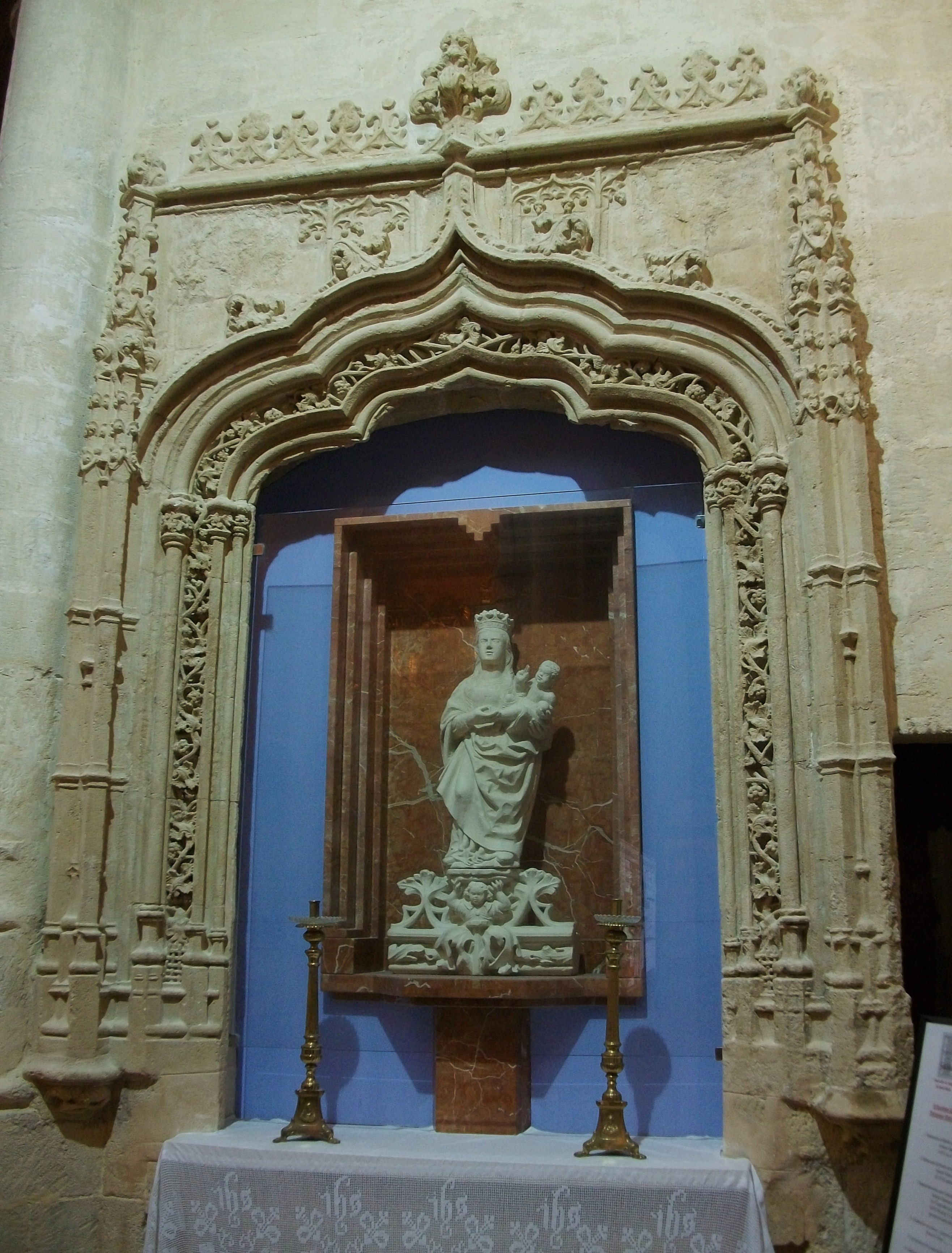
Arco sólido
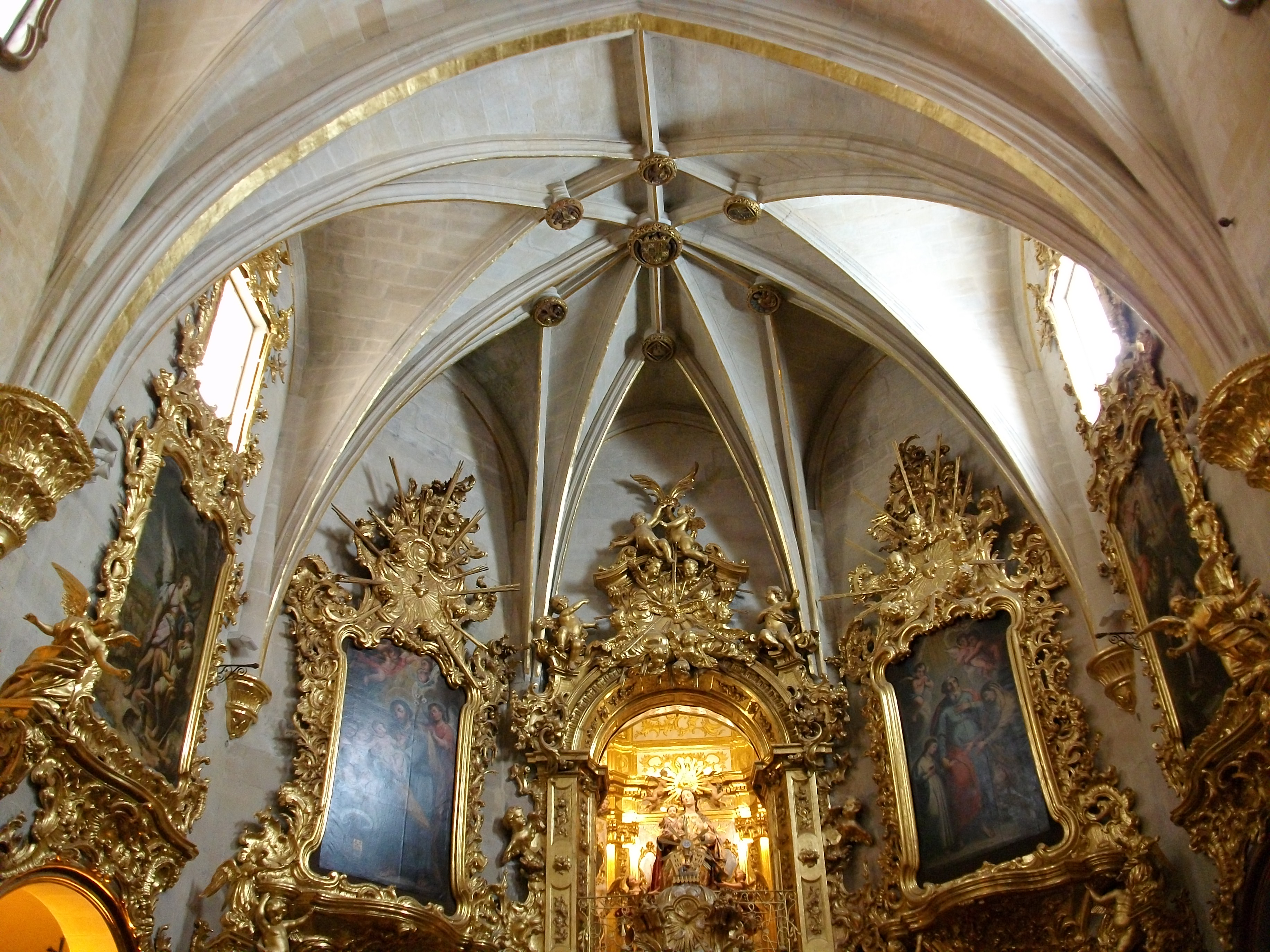
Presbiterio
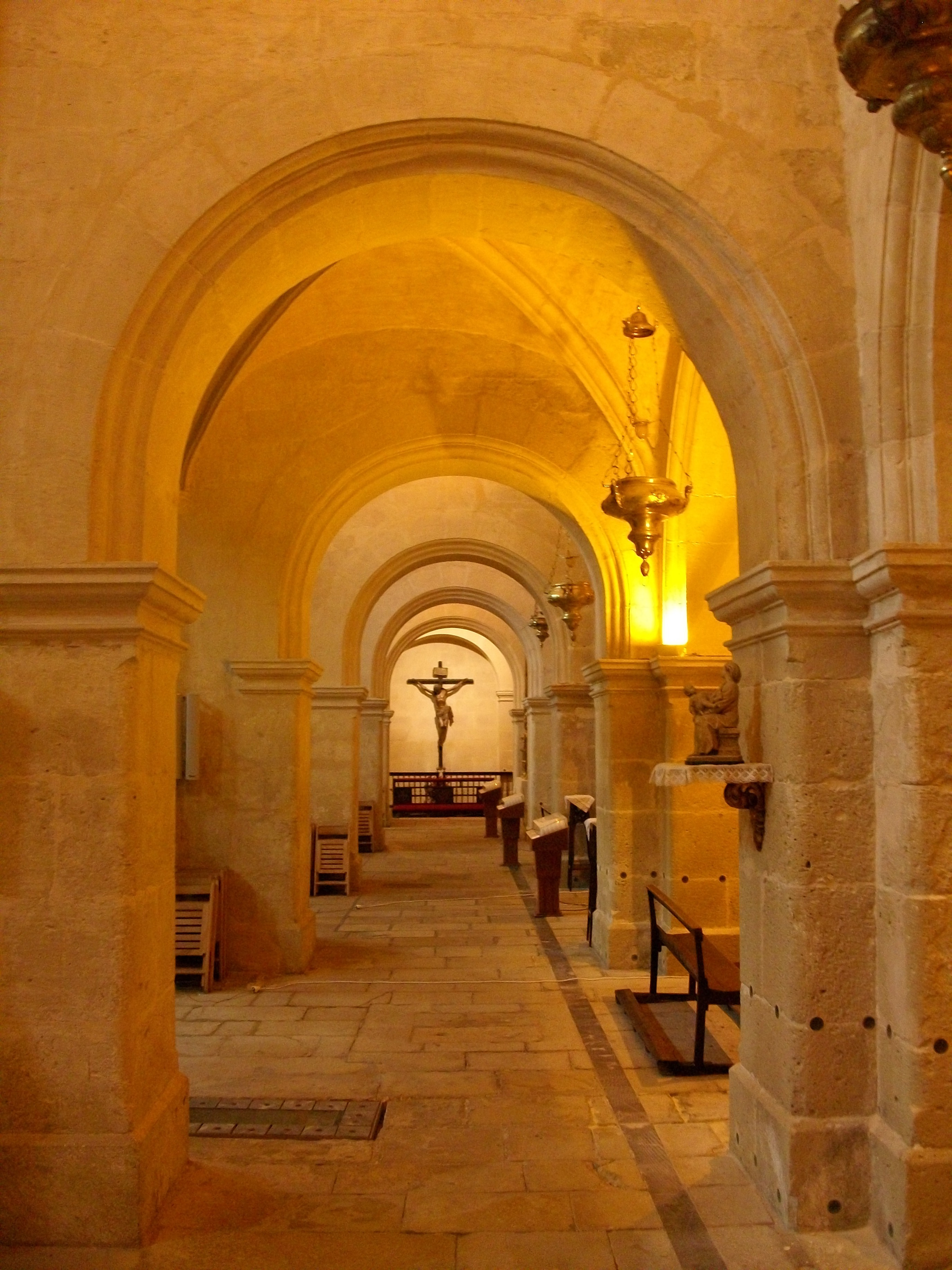
Arcos
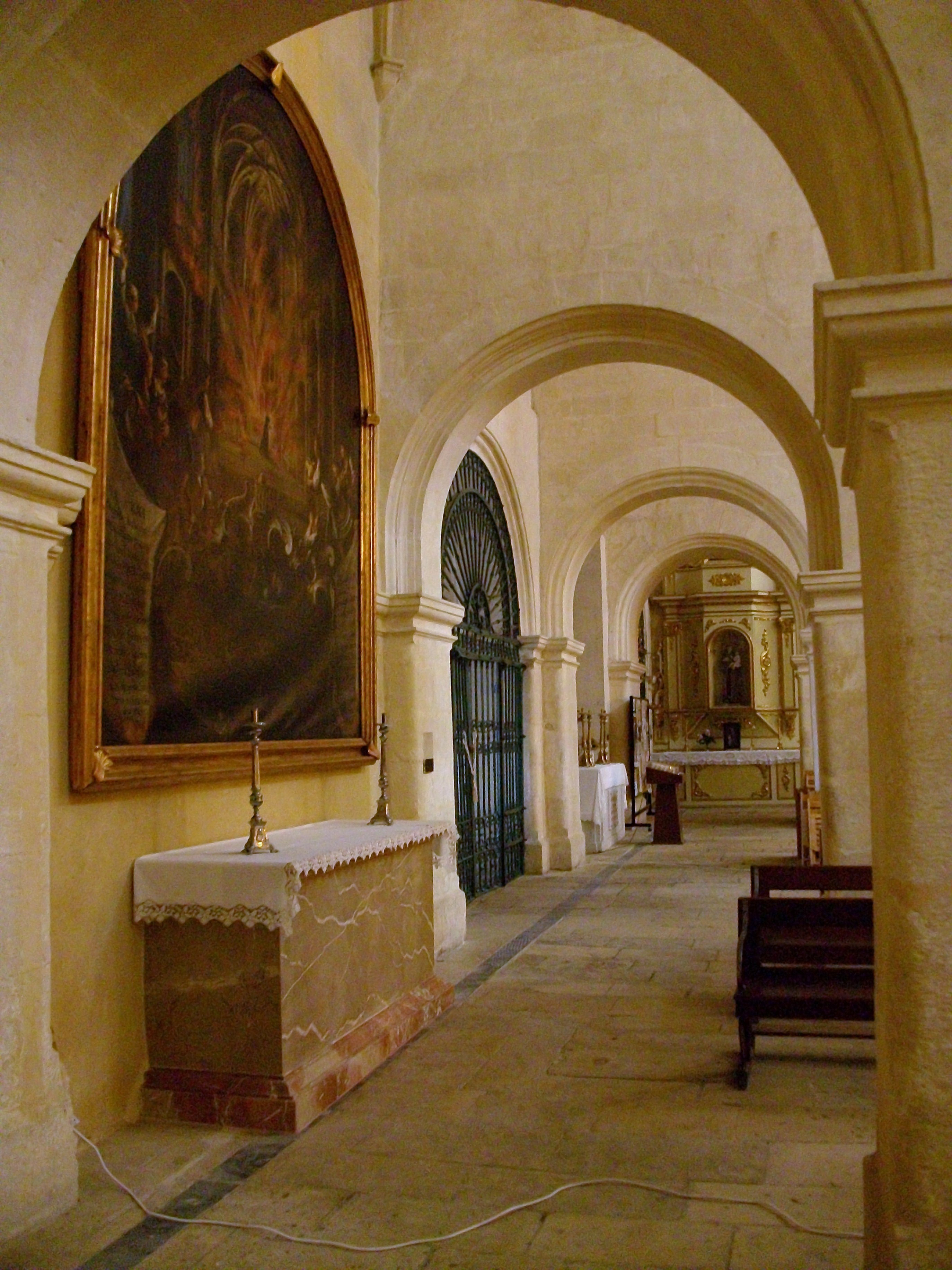
Arcadas entre capillas